# 手島慶介
手島 慶介（てじま けいすけ、1975年2月14日 - 2009年1月25日）は、群馬県佐波郡玉村町出身の競輪選手。日本競輪学校第75期卒業。日本競輪選手会群馬支部所属。師匠は高橋祥一（引退）。初出走は1995年4月8日の宇都宮競輪場で初勝利は同開催の4月10日。血液型はO型。
弟の手島之憲（-ゆきのり 後に志誠と改名）も競輪選手である（群馬・83期）。

## 戦績
プロ野球選手が夢だったが、実家の隣人の競輪選手だった人との出会いをきっかけに、この職業を目指す。
群馬県立前橋工業高等学校在学時から自転車競技を行っており、卒業後に入学した競輪学校では、太田真一、十文字貴信、伏見俊昭、金子貴志ら逸材揃いの75期の中で卒業記念レースを優勝する。さらにデビューの2年後の1997年には、伏見マークから競輪祭新人王のタイトルを手にした。しかしその後は伸び悩み、KEIRINグランプリを制した太田、伏見に対して遅れをとる格好となった。
2003年9月、一宮競輪場で開催されていたオールスター競輪の期間中に、宿舎内への携帯電話の持ち込み及び使用が発覚し、その後関係団体が行った調査から、不正関与ではないと判断されたものの、この行為が悪質とみなされ、2003年12月1日から1年間の斡旋停止という厳しい謹慎処分を受けた（八百長防止の観点から、宿舎内への通信機器の持ち込みは他の公営競技とともに厳しく禁じられている）。
2004年12月から1年2ヶ月ぶりにレースへ復帰してからは、戦法を自在に変え、長くレースに出られなかった鬱憤を晴らすかのような快進撃を見せて2005年に地元の前橋競輪場で行われた開設記念・三山王冠で完全優勝し、年間でも41勝とS級最多勝利を達成。さらに2006年には寬仁親王牌で初のGI優出を果たし2着に入線、11月にはGIIふるさとダービー（防府競輪場）でGII初優勝を飾るなど活躍してKEIRINグランプリ06への初出場を決め、そのレースでも2着に入線する大健闘を見せた。同年は1億1261万円の賞金を獲得し、賞金ランキング2位となった。
2007年も最後の賞金枠で2年連続のグランプリ出場を果たしたことにより、2008年に新設されたS級S班入り。4月に2回目のGIIふるさとダービー（弥彦競輪場）優勝を果たす。
このふるダビ優勝などの活躍により、グランプリ出場にはに至らなかったが2009年度も引き続きS級S班（当時は18名）に在籍することが決定し、2008年12月29日に施行された第1回SSカップみのりに出場した。この競走で手島は武田豊樹-神山雄一郎ラインの3番手から直線内を鋭く伸び、見事SSカップみのりの初代王者に輝き、この年8744万円の賞金を獲得。賞金ランキング6位に入る活躍を見せた。
しかし2009年に入ってからは、出場が斡旋されていた名古屋競輪のS級シリーズと競輪祭を共に自己都合により欠場し、その後、競輪祭決勝日の1月25日に急死していたことが27日に報じられた。同日、JKAからも手島の死が公表された。34歳(満33歳)没だった。結果的にGI初制覇となった「SSカップみのり」が最期の競走となった。
なお、地元の前橋競輪場では1月末の開催において献花台や展示ブースなどを設置し、2月1日には開催中に追悼セレモニーを行ない手島が勝利したグレードレースの映像を映し出した後、惜別の打鐘を鳴らした。

## 主な獲得タイトルと記録
- 1997年 - 競輪祭新人王（小倉競輪場）
- 2008年 - SSカップみのり08（平塚競輪場）
- 通算戦績1051戦315勝

## 競走スタイル
先行は滅多に見られないが、捲りの力強さがあり、タイミング次第では強豪先行選手を捲り切ることもあった。また、若手先行選手と同乗した際には追い込みに徹する競走を見せていた。

## エピソード
- 2005年の高松宮記念杯競輪で一次予選に出走した時、スタート直後の牽制でバンクの1コーナー外側を走っていた選手が雨走路のため滑落し、手島も巻き込まれ落車した。既に競走が成立していたため普通なら棄権する状況だったが、手島は起き上がると自転車に再乗しクリップバンドも締めて走り出し[8]、はるか前を走っていた隊列に追いついて競走に復帰し、坂本英一に迎え入れてもらい最終的には3着に入る[9][10]。これにより二次予選に進出しただけでなく、車券を購入していたファンに対し最低限の責任となる三連対を果たしたことから、この時手島が見せた敢闘精神は関係者に賞賛された。
- 2008年には平原康多（埼玉）の番手を巡って、他の関東地区の選手と衝突があった。1月24日、第49回朝日新聞社杯競輪祭の初日特選では飯嶋則之（栃木）が平原の番手を主張。平原からの「競りは勘弁してくれ」という言葉を受け入れた[11]。4月6日、川崎開設記念2日目の優秀競走「日刊スポーツダイヤモンドレース」で、当時競走得点が自分より低かった神山雄一郎（栃木）に内競りし、両者8着・9着に沈んだ[12]。
- 小嶋敬二によると、小嶋に物をねだってきた一見の悪質なファンに対し「先輩を殴るなら！ 僕を殴ってください！」とかばったという[13]。
- 現役の競輪選手であった一方で、幅広く事業を展開していた。アパート経営に加え、2008年10月22日に高崎市で和食店「葵屋」をオープンさせた。